# Ilse Koch
Ilse Koch (n. Margarete Ilse Köhler; 22 septembrie 1906 – 1 septembrie 1967) a fost soția lui Karl-Otto Koch, comandant al lagărelor naziste de concentrare Buchenwald (1937–1941) și Majdanek (1941–1943). A fost unul dintre primii naziști proeminenți care au fost judecați de către armata americană.  
După un proces care a atras atenția mass-media de pe întreg mapamondul, mărturiile supraviețuitorilor faptelor sale au avut ca rezultat prezentarea de către alți autori a descrierii abuzurilor ei sadice asupra prizonierilor, ajungându-se la conturarea imaginii ei de „ucigașă a lagărelor de concentrare” ca un curent în societatea germană postbelică. Koch a fost acuzată că a colecționat suveniruri din pielea deținuților uciși cu tatuaje distinctive. Ea era cunoscută de deținuți sub numele de „Vrăjitoarea de la Buchenwald” (Die Hexe von Buchenwald) din cauza presupusei sale cruzimi și desfrânării față de deținuți. Ea a mai fost numită, de asemenea, „Bestia de la Buchenwald”, "Regina de la Buchenwald", "Vrăjitoarea Roșie de la Buchenwald", "Văduva Măcelarului" și „Curva de la Buchenwald”.
Ilse Koch a fost închisă înainte de 1944, atunci când a fost achitată din lipsă de probe, dar soțul ei a fost găsit vinovat și condamnat la moarte de către un tribunal SS din München, fiind executat prin împușcare la Buchenwald în aprilie 1945. Ea a locuit cu familia sa supraviețuitoare în orașul Ludwigsburg, unde a fost arestată de către autoritățile americane la 30 iunie 1945.
Koch și alți 30 de acuzați au fost duși în fața instanței militare americane de la Dachau (Tribunalul Guvernamental General Militar pentru judecarea criminalilor de război) în 1947. Procurorul acuzării a fost Robert L. Kunzig. Ea a fost acuzată de „complicitate și participare la crimele de la Buchenwald”.
Koch a anunțat în sala de judecată că era însărcinată în opt luni. Conform Raportului Buchenwald, se zvonea că Koch avea simultan relații amoroase cu Waldemar Hoven, un căpitan Waffen-SS care era medicul șef la Buchenwald și cu Hermann Florstedt, comandant adjunct. 
La 19 august 1947, a fost condamnată la închisoare pe viață pentru „încălcarea legilor și obiceiurilor războiului”.
La 8 iunie 1948, după doi ani de închisoare, generalul Lucius D. Clay, guvernatorul militar interimar al zonei americane din Germania, i-a redus sentința la patru ani de închisoare, pe motiv că „nu există dovezi convingătoare că ea a ales deținuți pentru exterminare, cu scopul de a procura piele cu tatuaje sau că ea ar fi avut orice obiect din piele umană”. 
Jean Edward Smith în biografia sa, Lucius D. Clay, an American Life, a precizat că abajururile din piele ale lui Ilse Koch erau într-adevăr realizate din piele de capră.
Sub presiunea opiniei publice, Koch a fost arestată din nou în 1949 și a apărut în fața unui tribunal al Germaniei de Vest. Audierea a început la 27 noiembrie 1950 la Augsburg și a durat șapte săptămâni, timp în care au dat declarații 250 de martori, inclusiv 50 în sprijinul apărării sale. 
La 15 ianuarie 1951 a fost condamnată din nou la închisoare pe viață și pierderea permanentă a drepturilor sale civile. Recursul a fost respins la 22 aprilie 1952 de către Curtea Federală de Justiție.
Koch s-a sinucis prin spânzurare în închisoarea pentru femei de la Aichach la 1 septembrie 1967, la vârsta de 60 de ani.